# 赵伯驹

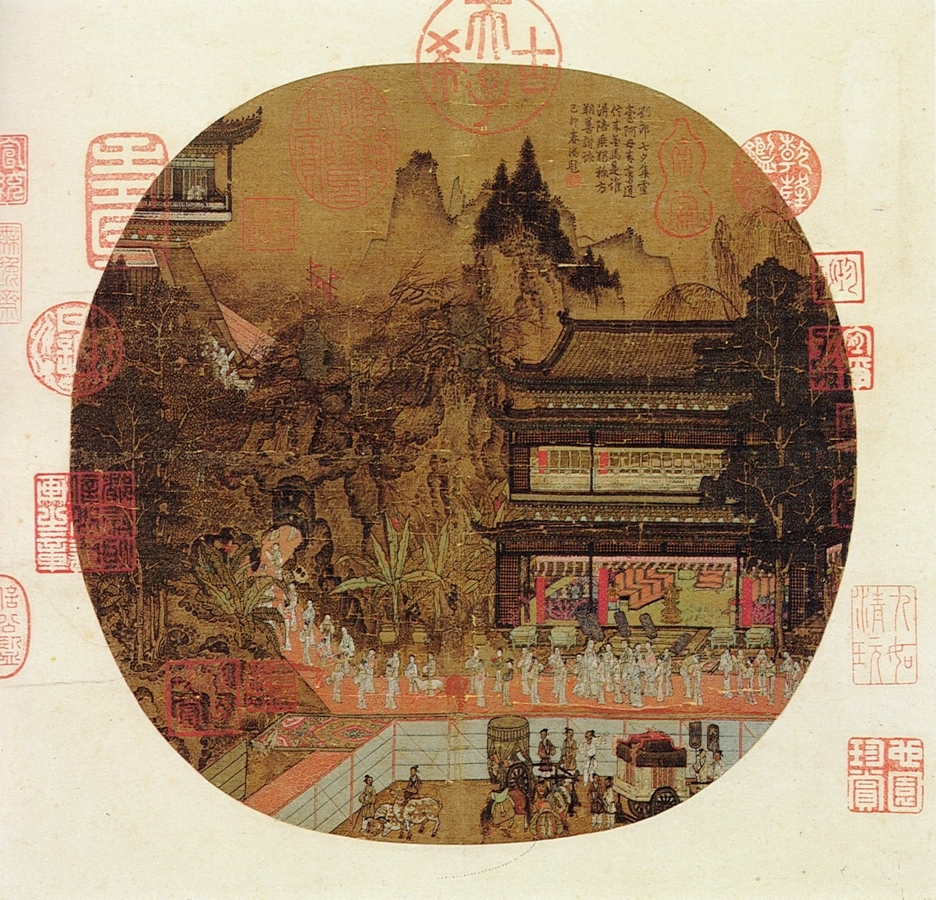
漢宮圖，藏於台灣台北國立故宮博物院

赵伯驹（？—？），字千里，中国南宋画家。宋朝宗室，宋太祖七世孙。工于山水、花果、翎毛，尤擅金碧山水。与其父赵令穰、其弟赵伯驌均为著名画家。

## 作品
- 《漢宮圖》，藏於台灣台北國立故宮博物院
- 《仙山樓閣圖》，藏於台灣台北國立故宮博物院
- 《阿閣圖》，藏於台灣台北國立故宮博物院
- 《停琴摘阮圖》，藏於台灣台北國立故宮博物院
- 《春山圖》，藏於台灣台北國立故宮博物院
- 《海神聽講圖》，藏於台灣台北國立故宮博物院
- 《江山秋色圖》，藏於中國北京故宮博物院
- 《万松金阙图》，藏於中國北京故宮博物院
- 《风云期会图》
- 《后赤壁图》
- 《文会图》
- 《鸟雀图》